# Nervovo forum

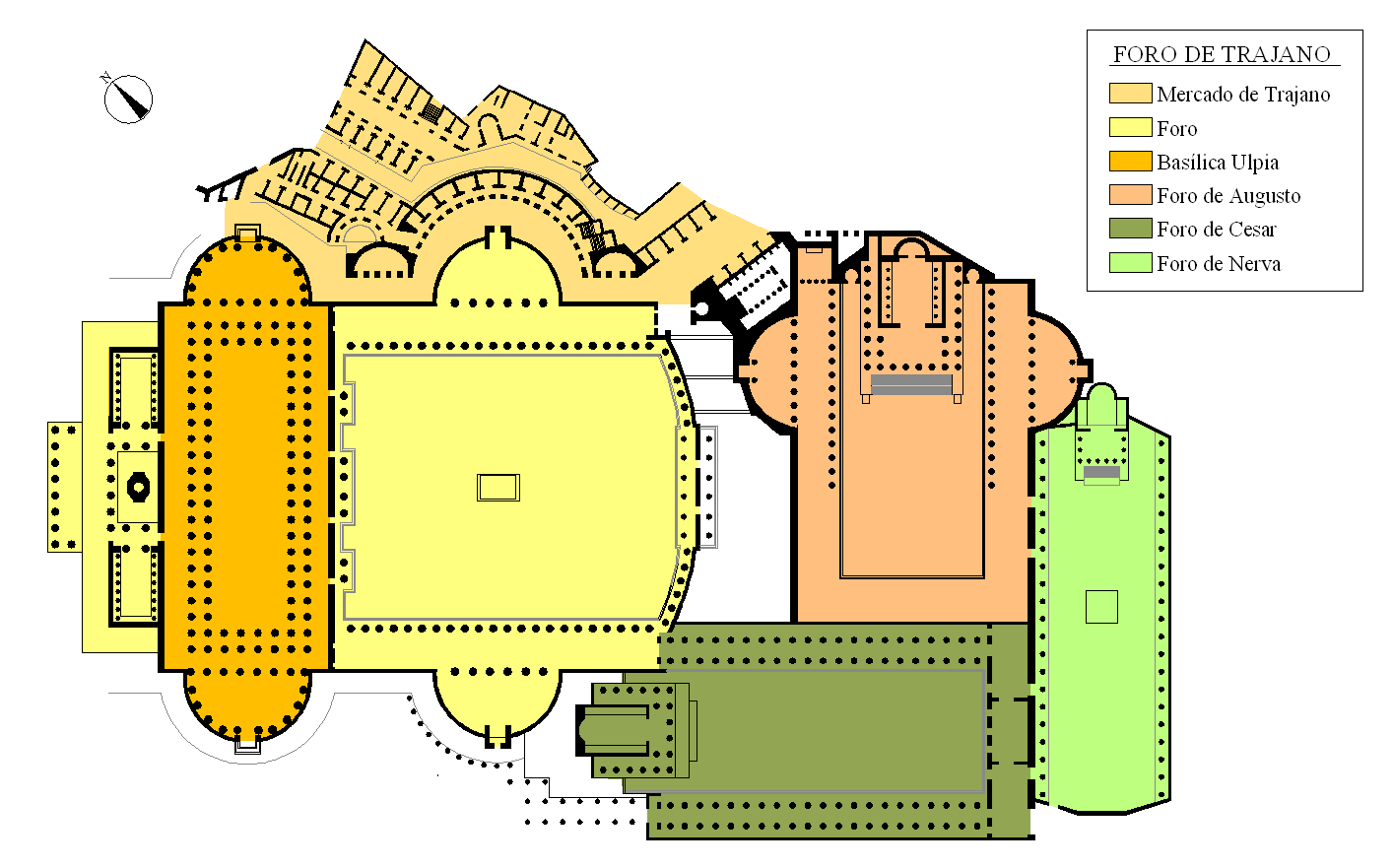
Poloha fóra světle zeleně

 Nervovo forum  (také Forum Transitorium) bylo třetím ze čtyř císařských fór v Římě. Jeho stavba byla zahájena za císaře Vespasiana nebo Domitiana. Až v roce 97 n. l. bylo za císaře Nervy dokončeno, vysvěceno a po něm pojmenováno.
Fórum se nacházelo mezi Augustovým forem a Vespasiánovým forem, proto se také nazývá Forum Transitorium. Zároveň tvořilo spojení mezi ulicí Argileto a Forem Romanem. Na severovýchodě náměstí o rozměrech cca 120 × 45 m se nacházel chrám zasvěcený bohyni Minervě, který byl zbořen v roce 1606 za papeže Pavla V. Stavební materiál z něj byl použit pro fontánu Acqua Paola a pro kapli Borghese baziliky Panny Marie Sněžné.

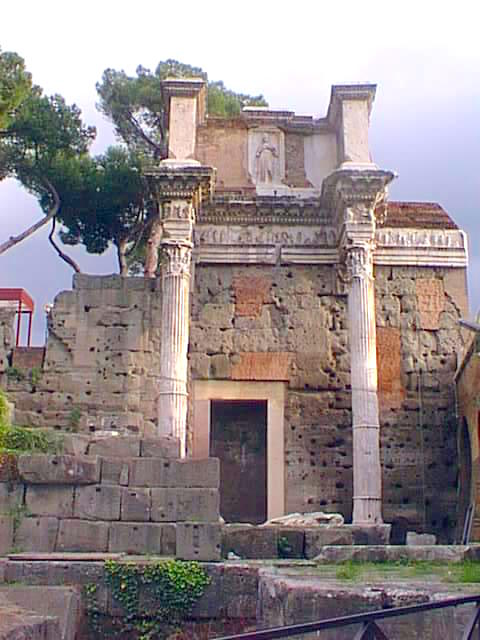
Pozůstatky portika

Na jihovýchodě obklopoval fórum portikus, ze kterého zůstaly pouze dva korintské sloupy a zeď za nimi. Nahoře jsou fragmenty vlysu znázorňující ctnosti římských žen a v atice nahoře je další, větší reliéf zobrazující Minervu.
Od výstavby Via dei Fori Imperiali je Forum Transitorium rozděleno na dvě části.

## Galerie

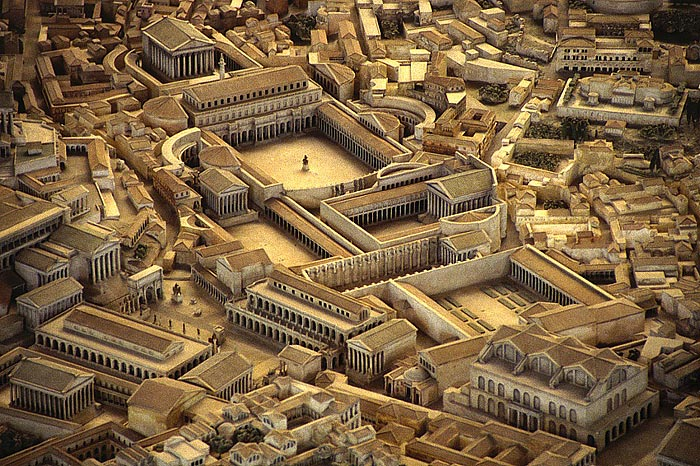
Model císařských for
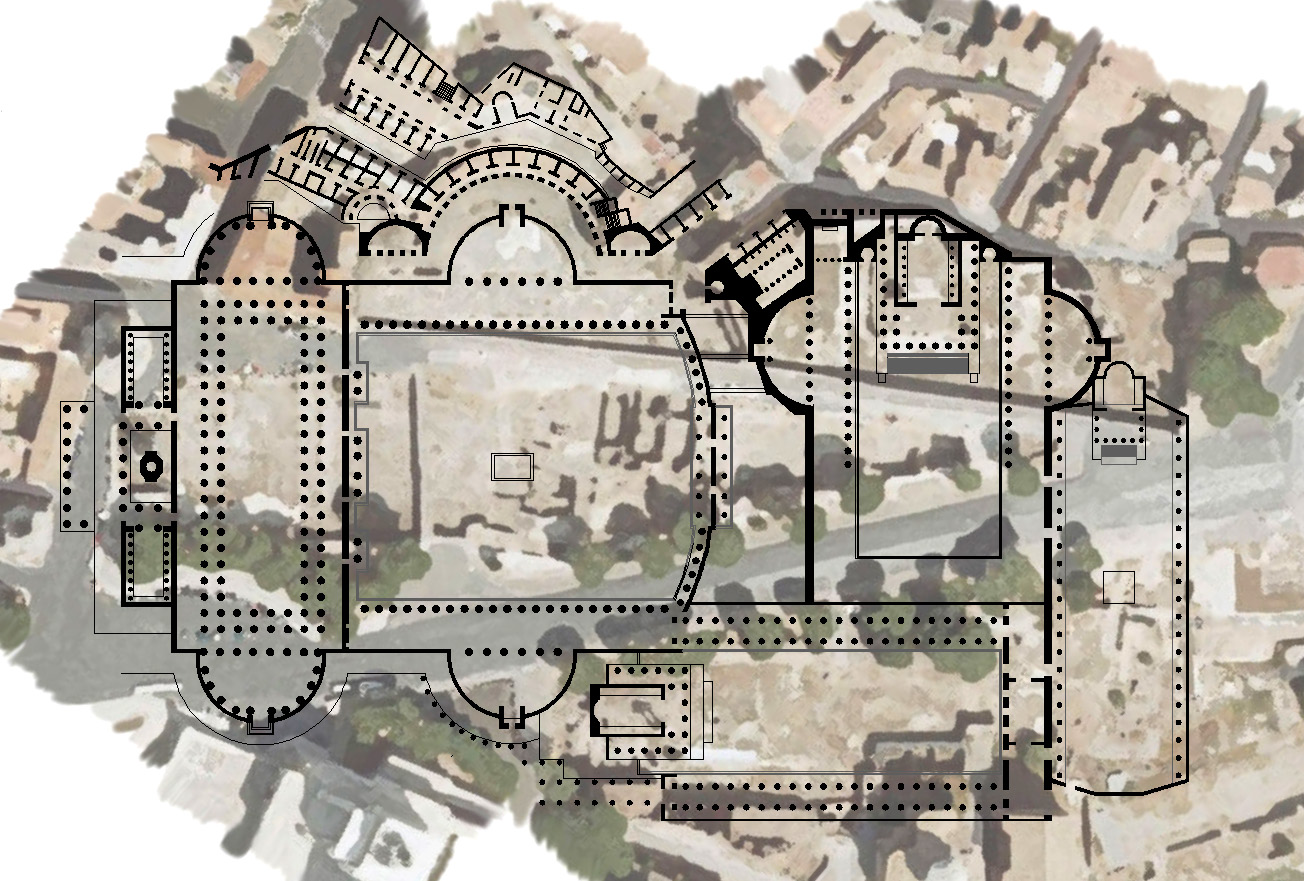
Superpozice do dnešní uliční sítě
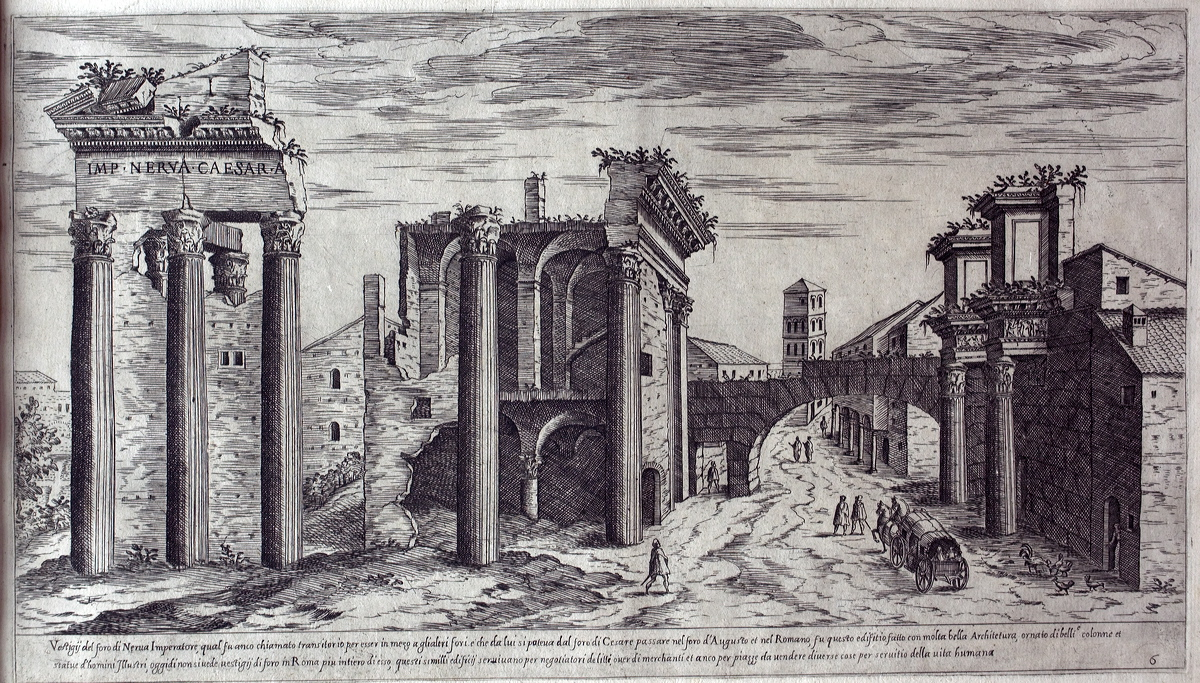
Forum dle Étienna Dupéraca v roce 1575
Rekonstrukce chrámu Minervy
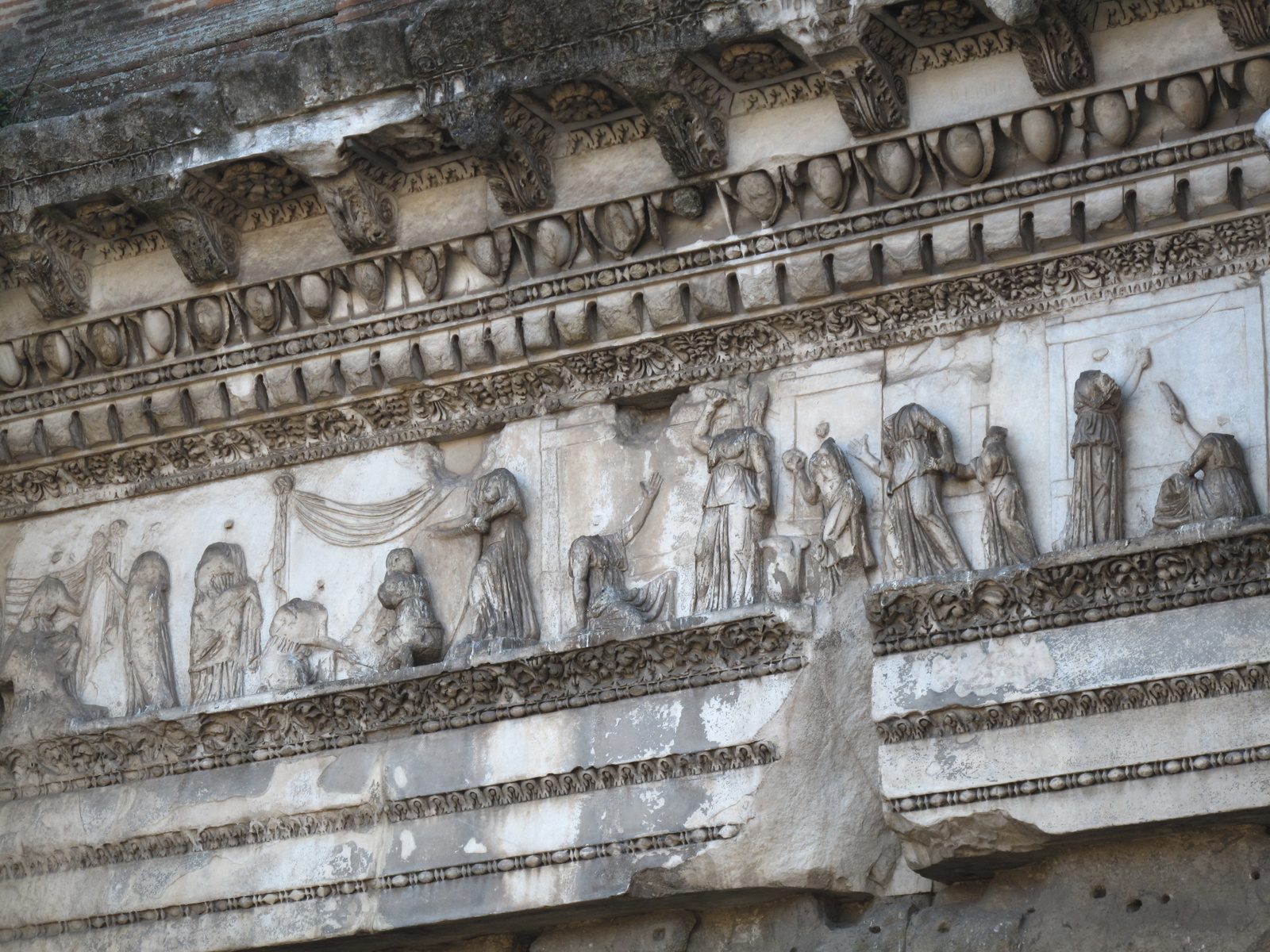
Detail vlysu
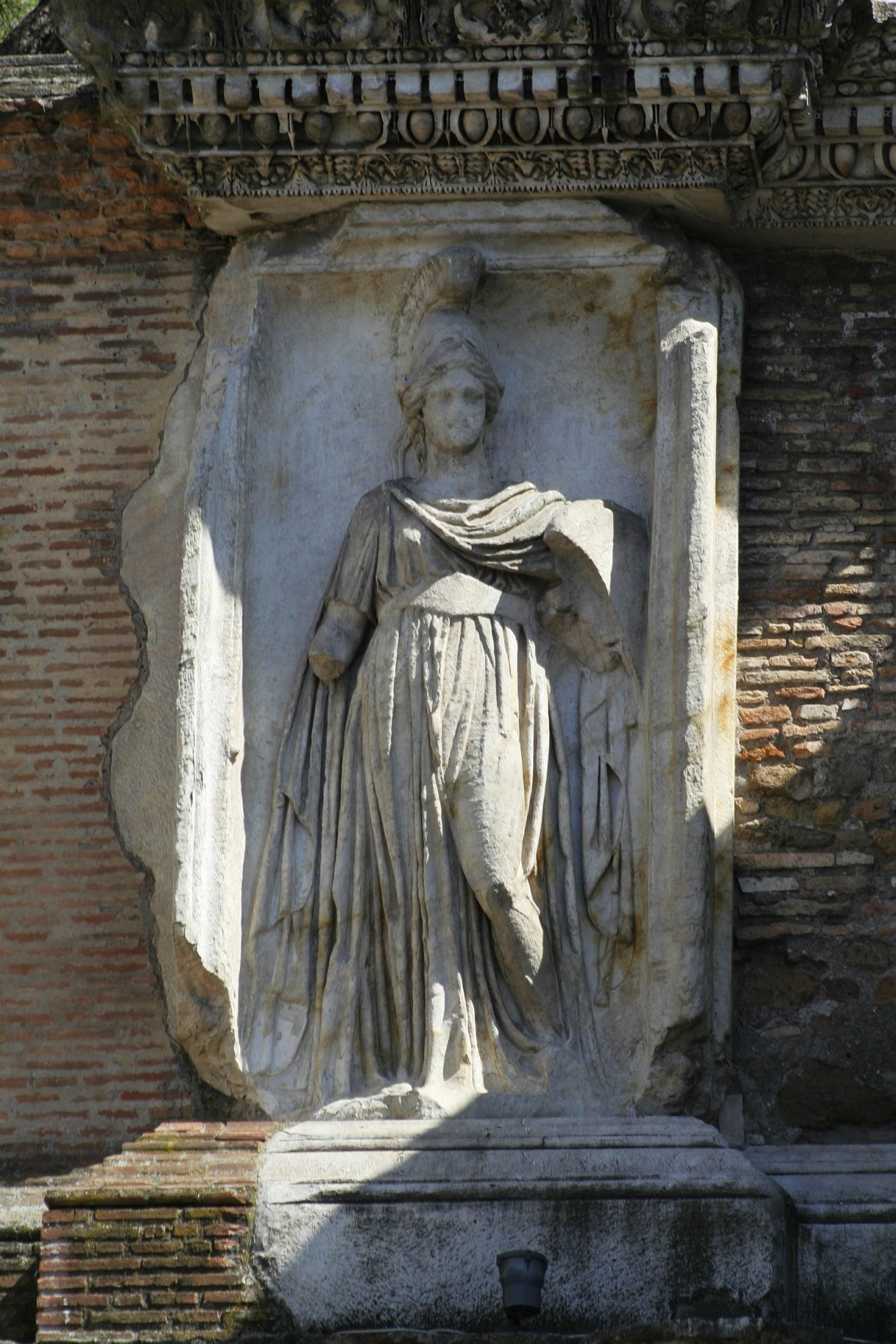
Reliéf Minervy
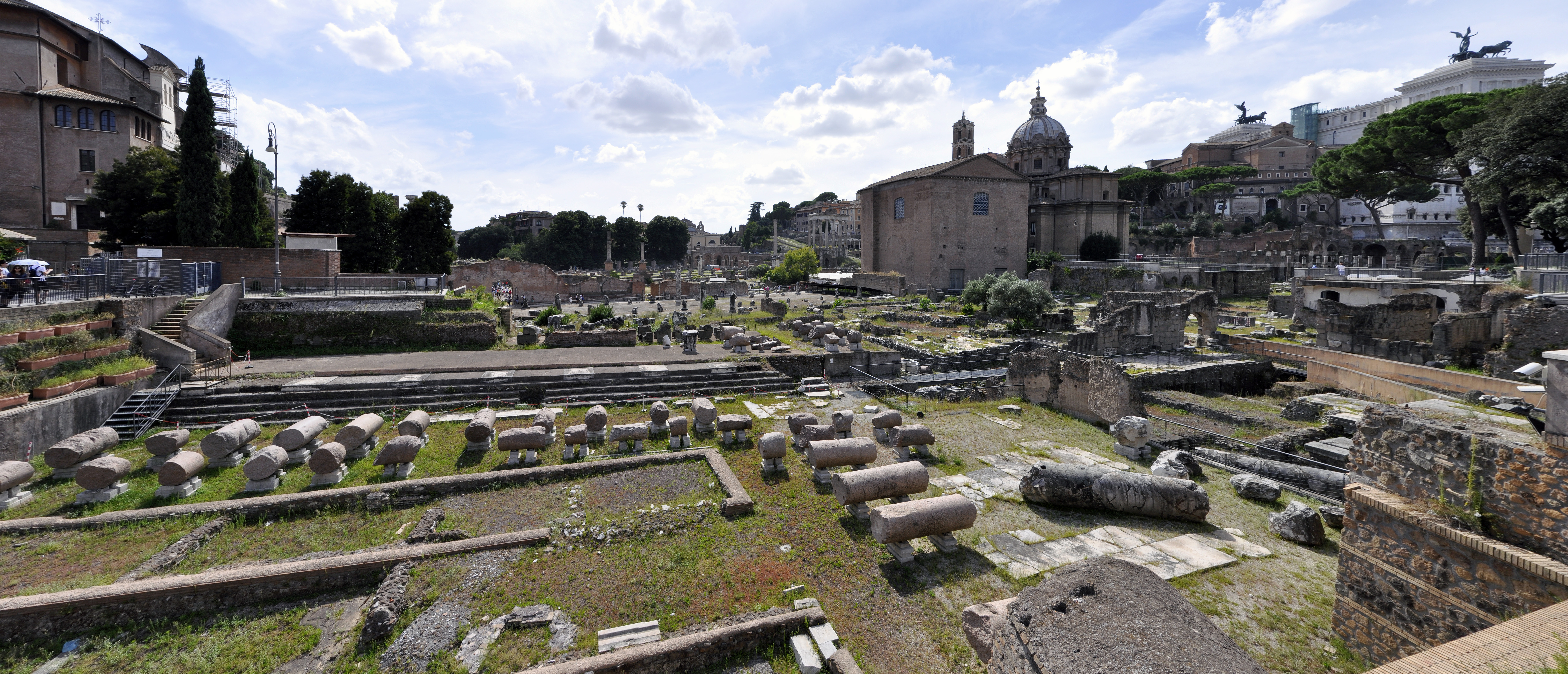
Zbytky fora za Curia Iulia